# Khalima Gadji
Halimatou Khalima Gadji (Dakar, 1989) es una actriz, modelo y activista senegalesa. Es especialmente conocida por haber interpretado el papel de Marème en la serie Amante de un hombre casado Maîtresse d’un homme marié creada por Kalista Sy por la que recibió amenazas.

## Biografía
De madre marroquí-argelina y padre senegalés, Khalima Gadji creció en la comunidad marroquí en Senegal. Empezó sus estudios pero no los terminó y empezó a dedicarse a su carrera de actriz.
Los inicios de Khalima en el sector audiovisual no fueron fáciles. De hecho, debido a su tartamudez, fue rechazada varias veces durante los cástines que empezó a los 15 años. Empezó siendo modelo fotográfica para marcas y revistas. Con el paso de los años, encadenó anuncios publicitarios en televisión. Sus primeros pasos en el cine están marcados por su papel en Tundu Wundu de Abdoulahad Wone, pero también en Sakho & Mangane, creada por Jean Luc Herbulot, disponible en la plataforma de streaming Netflix.
Su salto a ser conocida tanto en Senegal como a nivel internacional por el gran público, fue el papel principal en la serie La amante de un hombre casado con un personaje, Marème, que rompe tabúes sobre la sexualidad femenina desde los primeros capítulos. Es la amante de Cheikh, un empresario inmobiliario. En uno de los primeros episodios de la serie, Marème Dial conversa con un amigo de su amante, Cheikh Diagne. Cuando se le pregunta si se acostó con él, la joven de largas trenzas y toda vestida de rosa responde en tono seco, señalando su entrepierna: «Escúchame… ¡eso es mío y se lo doy a quien quiera! »
«Lo que recuerdo de esta experiencia es que Marème Dial me permitió valorarme como mujer. Hoy en día, no tengo miedo de seguir siendo soltera, soltera o vivir mi vida al máximo. Antes de eso, yo era Khalima, la que tenía miedo de las miradas de los demás, de los juicios, especialmente de que trabajo, me gano la vida. Antes, cuanto más llegaba a los treinta, más miedo tenía porque todavía no estaba casada. Pero hoy entendí que sólo tenía que valorarme para ser libre.» explica tras el rodaje de la primera temporada.
El precio del éxito fue que Khalima tuvo que enfrentar en ocasiones críticas de quienes la confundían con el personaje y la acusaban de dar un mal ejemplo. Pero considera que este papel y las reacciones al mismo son indicativos de la diferencia en la visión que la sociedad tiene de la sexualidad de hombres y mujeres.
En 2020 Khalima es la protagonista de Loumey wakh wa cogneba (¿Qué les diré a los vecinos?), producida por la propia Khalima, una serie de diez episodios transmitida por uno de los canales más importantes de Senegal que tiene lugar en un vecindario en Dakar y cuenta la historia de Anta, interpretada por Khalima, quien retorna a su casa tras haber viajado a Europa. La historia está basada en testimonios de la vida real de migrantes retornados, sacando a la luz los riesgos asociados a las rutas migratorias inseguras.
Khalima es embajadora del proyecto Migrants comme Messagers, campaña de la OIM lanzada en 2017.
En 2022 se anunció que formaría parte de la primera serie para el África francófona de Canal +, Le Futur est à nous

## Premios y reconocimientos
- Premio Sotigui 2020 a la mejor interpretación femenina.[9]

## Vida personal
Su hermano, Kader Gadji, también es actor. Con ella interpreta el papel de Birame en la serie Ama de un hombre casado. Tiene una hija nacida en 2010.

## Series
- Seybi 2.0, mini-série de Tv1Africa: Aïcha
- Tundu Wundu de Abdoulahad Wone
- Sakho & Mangane de Jean Luc Herbulot: Awa
- Maîtresse d'un homme marié de Kalista Sy: Marème Dial (2019)
- Loumey wakh wa cogneba (2020); Anta
- Cas Communautaire (2020); de Mara Zizou Fall; Amina
- Le futur est a nous de Samantha Biffot y Olivier Szulzynger: Aby Konan (2022)[10]

### DocumentalDon't Call Me Fire
En 2021, en Don't Call me Fire, un documental dirigido por Oualid Khelifi y producido por la agencia Anzul, Khalima Gadji aborda la cuestión de la salud mental, la depresión y el trauma, pero también la identidad, la raza, el crecimiento entre dos culturas.